# الظرافة (حبيش)

تعديل مصدري - تعديل

الظرافة هي إحدى قرى عزلة قحزة بمديرية حبيش التابعة لمحافظة إب، بلغ تعداد سكانها 206 نسمة حسب تعداد اليمن لعام 2004.